# Resolutie 338 Veiligheidsraad Verenigde Naties
Resolutie 338 van de Veiligheidsraad van de Verenigde Naties werd unaniem aangenomen op de 1747e vergadering van de Raad op 22 oktober 1973 en riep op tot een staakt-het-vuren tussen Israël, Syrië en Egypte.

## Achtergrond
Sinds het uitroepen van de staat Israël in 1948 had geen enkel Arabisch land Israël erkend, en velen verwachtten niet dat Israël nog erg lang zou blijven bestaan. Na de oorlogen van 1948, 1956 en 1967 onderhield men een staakt-het-vuren. Op 6 oktober 1973, dat jaar Jom Kipoer (Grote Verzoendag), de heiligste dag van de joodse kalender, deden Syrië en Egypte een gecoördineerde verrassingsaanval op Israël.

## Inhoud
De Veiligheidsraad riep alle deelnemers aan de oorlog op tot een staakt-het-vuren te komen en alle militaire activiteiten te beëindigen. Dit moest gebeuren binnen 12 uur na het aannemen van deze resolutie, met de gebieden, zoals het front was op dat moment.
Alle betrokken partijen werden opgeroepen tot naleving van resolutie 242, direct na het staakt-het-vuren.
De Veiligheidsraad besloot dat er direct na het staakt-het-vuren overleg plaats zou vinden, ter bevordering van een langdurige vrede.

## Verwante resoluties
- Resolutie 332 Veiligheidsraad Verenigde Naties
- Resolutie 337 Veiligheidsraad Verenigde Naties
- Resolutie 339 Veiligheidsraad Verenigde Naties
- Resolutie 340 Veiligheidsraad Verenigde Naties

Lijst ·  325 ·  326 ·  327 ·  328 ·  329 ·  330 ·  331 ·  332 ·  333 ·  334 ·  335 ·  336 ·  337 ·  338 ·  339 ·  340 ·  341 ·  342 ·  343 ·  344